# 前269年
| 千纪： | 前1千纪 |
| 世纪： | 前4世纪 \| 前3世纪 \| 前2世纪 |
| 年代： | 前290年代 \| 前280年代 \| 前270年代 \| 前260年代 \| 前250年代 \| 前240年代 \| 前230年代                                                       |
| 年份： | 前274年 \| 前273年 \| 前272年 \| 前271年 \| 前270年 \| 前269年 \| 前268年 \| 前267年 \| 前266年 \| 前265年 \| 前264年                         |
| 纪年： | 周赧王四十六年 魯頃公十一年 齊襄王十五年 趙惠文王三十年 魏安僖王八年 韓桓惠王四年 秦昭襄王三十八年 楚頃襄王三十年 衛懷君二十四年 燕武成王三年 |

## 大事记
- 秦國的中更胡陽進攻趙國的閼與，爆發了閼與之戰，秦國未能攻佔閼與，趙國獲得決定性勝利。
- Mamertines（英语：Mamertines）是一群受雇于锡拉库萨的前君主阿加托克勒斯（英语：Agathocles）的坎帕尼亚雇佣兵，他们占领了墨西拿，並且骚扰锡拉库萨人。锡拉库萨的軍事人物希伦二世在米拉佐附近的朗加努斯河（英语：Longanus River）击败了他们，但迦太基军队干预希伦二世以阻止希伦二世占领墨西拿。